# 伊拉哈站
伊拉哈站是位于中华人民共和国黑龙江省黑河市嫩江市伊拉哈镇的一个铁路车站，建于1936年，有富西铁路经过该站，现办理客货运业务，车站及其上下行区间均未电气化。车站距离富裕站134公里，隶属哈尔滨局集团，是四等站。
1. ↑   (PDF). 中铁工程设计咨询集团有限公司. 2024 –嫩江市人民政府.